# Marek Nałęcz
Marek Nałęcz (ur. 1961 w Warszawie) – polski inżynier, doktor habilitowany nauk technicznych. Specjalizuje się w cyfrowym przetwarzaniu sygnałów i radiolokacji. Profesor nadzwyczajny Wydziału Elektroniki i Technik Informacyjnych Politechniki Warszawskiej.
Ukończył studia magisterskie w 1984, natomiast w 1992 uzyskał stopień doktorski z elektrotechniki na wydziale Elektroniki Politechniki Warszawskiej na podstawie pracy zatytułowanej Analiza układów z przełączanymi pojemnościami z uwzględnieniem wpływu liniowych efektów nieidealnych, przygotowanej pod kierunkiem Jana Mulawki, a w 2007 habilitował się na tym samym wydziale, pisząc rozprawę pt. Zastosowanie H-rozkładów i rozkładów macierzowo-wykładniczych do modelowania zakłóceń radiolokacyjnych. W swojej działalności naukowej początkowo skupił się na analizie obwodów elektrycznych zawierających filtry, a w późniejszym czasie prowadził badania związane z przetwarzaniem sygnałów, w tym radarowych, analizą widmową oraz identyfikacją systemów. Został członkiem Instytutu Inżynierów Elektryków i Elektroników.
Publikował prace w czasopismach, takich jak „Journal of Telecommunications and Information Technology” czy „Bulletin of the Polish Academy of Sciences: Technical Sciences”.